# Бучино
Бу́чино (рос. Бучино) — присілок у складі Артемовського міського округу Свердловської області.
Населення — 27 осіб (2010, 28 у 2002).
Національний склад населення станом на 2002 рік: росіяни — 100 %.